# اچ‌ام‌اس اچ۵۱
اچ‌ام‌اس اچ۵۱ (به انگلیسی: HMS H51) یک زیردریایی بود که طول آن ۱۷۱ فوت ۰ اینچ (۵۲٫۱۲ متر) بود. این زیردریایی در سال ۱۹۱۸ ساخته شد.